# Лугачёв, Егор Юрьевич
Его́р Ю́рьевич Лугачёв (укр. Єгор Юрійович Лугачов; 24 декабря 1988, Сумы, УССР, СССР) — украинский футболист, полузащитник.

## Карьера
Егор Лугачёв — воспитанник сумской футбольной школы, где тренировался три года. С 1999 по 2005 года Лугачёв тренировался в киевском ДЮСШ-15, где выступал в детской лиге за местный «Локомотив». В возрасте 16 лет им заинтересовалось киевское «Динамо», однако тренеры Лугачёва, решавшие о том, где он продолжит карьеру, предпочли отдать футболиста в московский «Спартак», руководители которого заметили Егора в матче молодёжных сборных Украины и России.
27 июля 2008 года в матче 15-го тура чемпионата России, против команды «Луч-Энергия» Лугачёв дебютировал в основном составе «Спартака». Зимой 2009 года Лугачёв выразил желание покинуть команду, но руководство «Спартака» отказало полузащитнику.
30 августа 2010 года Лугачёв, проведший за всё время лишь 2 матча за основной состав «красно-белых», был отдан в аренду в киевский «Арсенал».
В киевском клубе Егор Лугачёв провёл неполных полтора года в течение которых трижды выходил на поле в составе (один раз начинал в основе) в Премьер-лиге, провёл одну игру в матче 1/16 Кубка Украины против харьковского «Металлиста». Кроме того сыграл 9 игр за молодёжный состав «Арсенала» и забил один гол.
В начале 2014 года перешёл в клуб «Горняк-Спорт». В июне 2015 года покинул расположение клуба.
После завершения игровой карьеры, Лугачёв стал парикмахером.

## Международная карьера
Лугачёв выступал за молодёжную сборную Украины. В один из дней он не приехал на сбор из-за обиды, что его не выпустили на поле в товарищеской игре. Позже он принял российское гражданство, для того, чтобы не считаться легионером в «Спартаке»; однако выступать за сборную Украины футболист не отказывался. В сентябре 2010 года Егор опроверг информацию о российском гражданстве .